# فوكس موفيز
فوكس موفيز الشرق الأوسط (بالإنجليزية: (Fox Movies (Middle East)‏ هي قناة تلفزيونية مشفرة يملكها مشروع مشترك بين شركة روتانا وقنوات فوكس الدولية. تم إطلاق القناة في السابع من فبراير عام 2007

## البث
تبث القناة فقط على أنظمة شبكة بي إن.

## وصلات خارجية
- الموقع الرسمي
- موقع البث المباشر